# Sybra longipes
Sybra longipes là một loài bọ cánh cứng trong họ Cerambycidae.